# Янсен, Дженнетт
Дженнетт Янсен (нидерл. Jennette Jansen; род. 17 апреля 1968) ― нидерландская спортсменка-паралимпиец. Паралимпийскую карьеру начала как легкоатлетка. Потом занималась баскетболом на коляске. В настоящее время выступает в велосипедных гонках на шоссе. На Паралимпиадах с 1992 по 2020 годы завоевала шесть медалей.

## Биография
Родилась 17 апреля 1968 года в городе Вестерхар, Нидерланды.
Дженнетт Янсен впервые приняла участие в Паралимпийских играх в Барселоне 1992 года в соревнованиях по лёгкой атлетике. Там она выиграла две серебряные медали на 5000 м и марафон, а также бронзу на 1500 м в комбинированных классах TW3-4.
Через четыре года на Паралимпийских играх в Атланте в 1996 году она уже была в составе сборной Нидерландов по баскетболу на колясках, которая выиграла серебряную медаль. После этого она ещё дважды играла в своей баскетбольной сборной на Паралимпиадах в Сиднее 2000 и в Афинах 2004 году, но без дальнейших медальных успехов.
На Паралимпийские игры в Рио-де-Жанейро 2016 Дженнетт Янсен приехала уже в качестве велосипедистки. Здесь она завоевала бронзовую медаль в шоссейной гонке H5.
Свой бронзовый успех Янсен повторила на Паралимпиаде 2020 в Токио, заняв третье место в гонка на время на шоссе H4-5.